# Bougie

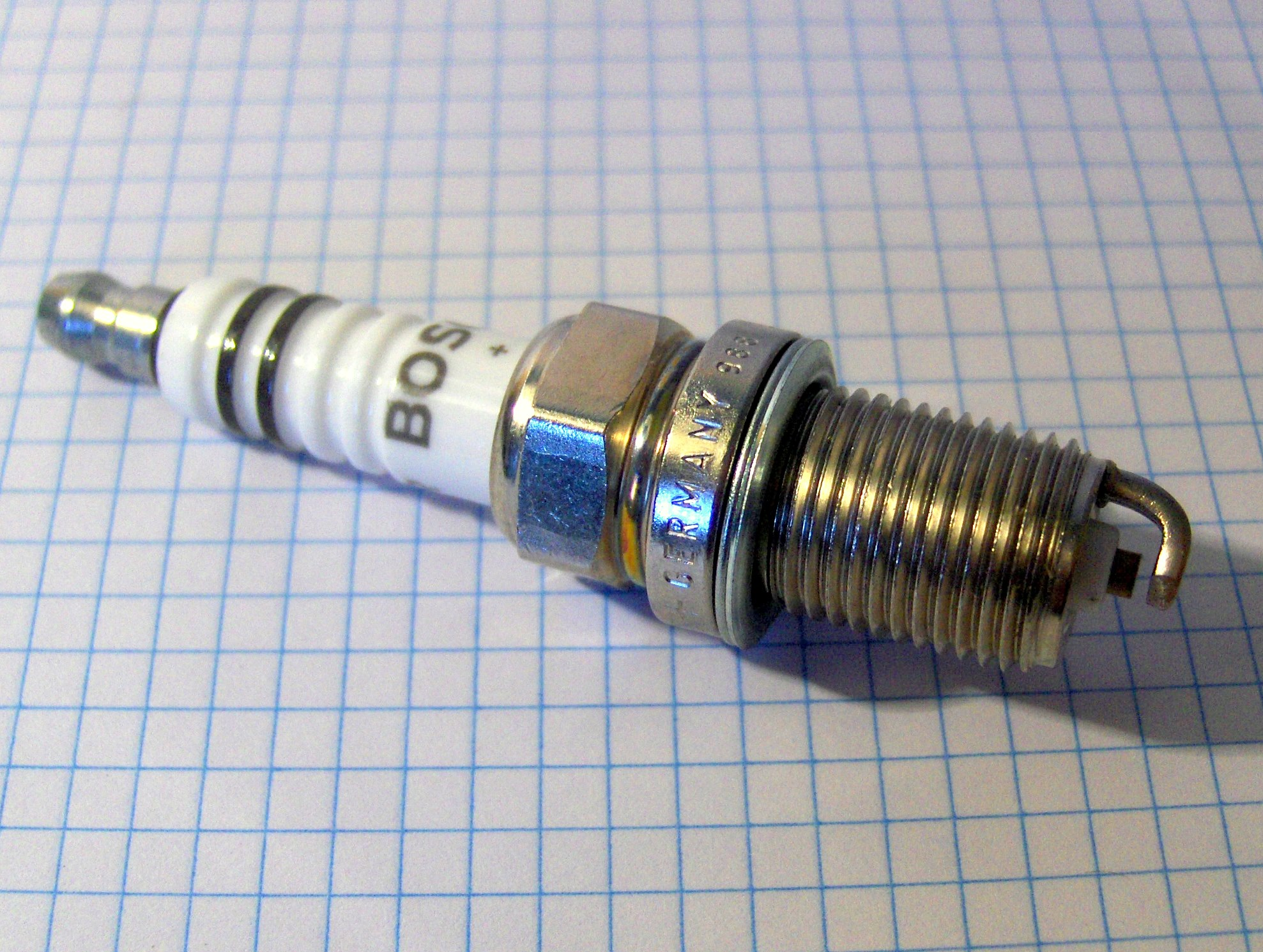
Een bougie

De bougie of ontstekingskaars is een onderdeel van het ontstekingssysteem van een mengselmotor; de bougie ontsteekt het samengeperste lucht-brandstof mengsel in de mengselmotor door middel van een elektrische vonk.

## De geschiedenis
In 1860 vond de Belg Etienne Lenoir de bougie uit met elektrische ontsteking, die zeer dicht ligt bij hetgeen men vandaag verstaat onder elektrische ontsteking met bougie. Hij integreerde de vonkinductor van Heinrich Daniel Ruhmkorff, vaak als Ruhmkorff-inductor aangeduid.
De ontsteking  van een mengsel brandstof en lucht door een vonk werd in 1777 beschreven door de Italiaanse natuurkundige Volta, daarna in 1807 door Isaac de Rivaz voor een motor met inwendige verbranding.
In 1860 gebruikte Lenoir een elektrische bougie in zijn eerste verbrandingsmotor; sindsdien wordt hij algemeen gezien als de uitvinder van de bougie. 
De allereerste patenten voor bougies werden verkregen door Nikola Tesla (in de U.S. Patent 609.250 voor een ontstekingssysteem in 1898), Frederick Richard Simms (GB 24859/1898, 1898) en Robert Bosch (GB 26907/1898). Maar de uitvinding van de eerste commerciële hoogspanningsbougie in 1902 door Gottlob Honold, een van Robert Bosch' ingenieurs, gecombineerd met een ontstekingssysteem, gepatenteerd op 7 jan 1902, maakte het mogelijk dat de benzinemotor de standaard zou worden voor de hedendaagse motorvoertuigen.

## Constructie

Ouderwets ontstekingssysteem met contactpunten

Een bougie bestaat uit drie hoofdonderdelen:
- een metalen bougiehuls met metrische schroefdraad en een zeskant, die voorzien is van één of meer massa-elektroden
- een porseleinen isolator, gasdicht bevestigd en in de metalen bougiehuls vastgefelst
- een centrale elektrode met aan de bovenzijde een bevestigingspunt voor de bougiekabel

De bougiehuls is uit automatenstaal vervaardigd. Deze dient niet alleen voor de bevestiging van de bougie, maar heeft ook tot doel een goede warmteafvoer van de isolator te waarborgen. De schroefdraad van de bougies is genormaliseerd, het meest voorkomend zijn, M14 x 1,25 en M18 x 1,5. De eerstgenoemde bougie heeft een sleutelwijdte van 20,8 mm, de laatstgenoemde 26 mm. Deze sleutelwijdten voor de bougies werden opzettelijk zo gekozen, dat het toepassen van speciale bougiesleutels noodzakelijk is. Het gebruik van een steeksleutel kan namelijk tot vervorming van de bougiehuls leiden en waardoor lekkage kan ontstaan. Behalve de hierboven genoemde genormaliseerde schroefdraad voor bougies wordt voor kleinere motoren M10 x 1 toegepast terwijl oudere motoren waren voorzien van M12 x 1,25 of 7/8 inch schroefdraad.
De isolator wordt niet alleen aan hoge temperaturen, maar ook aan grote temperatuurwisselingen blootgesteld. Naast een goede isolatie bij hoge temperaturen dient de isolator ook een grote thermische vastheid te bezitten. Heden ten dage gebruikt men alleen nog keramische isolatoren. De vroeger veel toegepaste materialen, zoals speksteen, porselein of steatiet voldoen niet meer aan de hoge eisen die aan isolatievermogen en thermische vastheid worden gesteld. Vrijwel alle grotere bougiefabrikanten gebruiken gesinterd corundum voor de isolator.
De centrale elektrodepen is gasdicht in de isolator gekit of ingesmolten. Deze dient om de hoogspanning naar de massa-elektrode te geleiden. Tevens heeft de centrale elektrode de taak de ontwikkelde warmte van de isolatorneus af te voeren. De elektrodepen wordt daarom uit een goed warmtegeleidend materiaal vervaardigd. Bij normale bougies gebruikt men meestal legeringen van staal en nikkel. Het uiteinde van de centrale elektrode bevindt zich op een (door de fabrikant voorgeschreven) afstand van de massa-elektrode en over die afstand springt de vonk over.

## Werking
De bougie dient om net voor het einde van de compressieslag het aangezogen gasmengsel in de cilinder door een elektrische vonk tot ontbranding te brengen. Op het juiste ogenblik, wanneer de zuiger van de desbetreffende cilinder bijna aan het einde van de compressieslag staat, wordt een stroomstoot van zeer hoge spanning door de bougie gevoerd, zodat tussen de centrale elektrode en de massa-elektrode een vonk overslaat. De overspringende vonk ontsteekt de brandbare gasdeeltjes in het vonkgebied, waarbij een grote warmte wordt ontwikkeld en de inhoud van de verbrandingsruimte binnen zeer korte tijd door de voortplanting van het vlammenfront tot ontbranding wordt gebracht. 
Wil men verzekerd zijn van een goede werking van de bougie, dan dienen de volgende drie punten in acht te worden genomen: 
- de elektrodeafstand
- de warmtegraad
- de algemene toestand (kleur van elektrode en porselein)

De elektrode brandt bij gebruik iets af en daarom moet de elektrodeafstand regelmatig worden gecontroleerd en zo mogelijk worden bijgesteld op de door de fabrikant aangegeven waarde (b.v. 0,4 mm). Een te grote afstand leidt tot een hogere ontstekingsspanning wat ten koste gaat van de vonkduur (tijd), of in het slechtste geval heeft men geen vonk. Het meten van de elektrodeafstand gebeurt met een voelermaat.
Om optimaal te presteren mag de temperatuur van de isolatorneus niet langdurig hoger zijn dan 850°C, ook mag de temperatuur gedurende langere tijd niet beduidend lager zijn dan 530° C . Bij een te hoge temperatuur kan het gasmengsel door de gloeiende isolator tot ontbranding worden gebracht voordat de vonkoverslag plaatsvindt. Bij een te lage temperatuur wordt de zelfreinigingstemperatuur niet bereikt waardoor sterke roetvorming ontstaat. Aangezien roet elektrisch geleidend is, kan de bougie uitvallen.
Om te bereiken dat de bougie is aangepast aan de thermische omstandigheden van het type motor waarin deze wordt gebruikt zijn ze verkrijgbaar met verschillende warmtegraden. De warmtegraad drukt het vermogen uit van een bougie om warmte op te nemen en af te voeren. Bij een "koude" bougie is het aan de hitte van de verbrandingsgassen blootgestelde isolatorgedeelte relatief kort waardoor de warmte snel aan de cilinderkop wordt afgeven. Bij een "warme" bougie is de isolatorneus langer waardoor de warmteopname groter is.
Wat de algemene toestand van de bougie betreft, deze mag niet vervuild zijn door koolafzetting of loodresten. Een bougie, gebruikt onder normale omstandigheden met de juiste bedrijfstemperatuur, heeft een aanslag  die licht gekleurd of grijs is.
Voor dieselmotoren zijn bougies niet nodig, omdat hier de brandstof op het juiste moment wordt ingespoten in de aangezogen hoog gecomprimeerde lucht boven de zuigers, waardoor dit gasmengsel zelfontbrandend is. Wel treft men in een dieselmotor soms een gloeibougie aan. Dat is een elektrisch verwarmingselement dat het gasmengsel in een koude dieselmotor voorverwarmt, zodat het gasmengsel zijn zelfontbrandingstemperatuur kan bereiken.

## Andere betekenis
De ontsteekelektrode van gasgestookte apparaten wordt ook bougie genoemd. Deze bestaat vaak uit een simpele keramische buis met daarin een stalen pen, waarvan het uiteinde soms in een knik is gebogen. De vonk springt over van de top van deze pen naar een ander massapunt, zoals een thermokoppel en ontsteekt zo een waakvlam, of een gasbrander rechtstreeks. Voorbeelden van dergelijke apparaten zijn: geisers, centrale verwarmingsketels, gaskachels, open haarden, gaskooktoestellen en de gaskoelkast.